# منگن، آلمان
شهر منگن، آلمان (به آلمانی: Mengen, Germany) در ایالت بادن-وورتمبرگ در کشور آلمان واقع شده‌است.